# Diogo I Nkumbi a Mpudi
Diogo I Nkumbi-a-Mpudi was Mwene Kongo van het Koninkrijk Kongo van 1545 tot 1561. Hij was de kleinzoon van koning Afonso I van Kongo en verkreeg de troon na het afzetten van zijn oom, Pedro Nkanga a Mvemba. Pedro werd gedwongen om zijn toevlucht te zoeken in een kerk in São Salvador, waar hij een complot tegen Diogo beraamde. In 1550 liet Diogo een juridisch onderzoek instellen naar deze samenzwering, waarbij zowel loyale als neutrale Kongolese edelen getuigenissen aflegden.

## Levensloop
Bij zijn troonsbestijging bevonden zich nog veel aanhangers van Pedro in zijn hofhouding. Diogo besefte dat een directe zuivering van tegenstanders gevaarlijk was en koos ervoor hen geleidelijk te vervangen door zijn eigen vertrouwelingen, een strategie die hem hielp de stabiliteit van zijn bewind te handhaven.
Aanvankelijk onderhield Diogo I betrekkingen met Portugal, maar in 1555 verbrak hij alle banden met de Portugese kroon. Hij zag de Portugezen als een destabiliserende factor en verdreef alle 70 Portugese inwoners uit het koninkrijk. Hoewel Kongo een alliantie met Portugal had en regelmatig met hen correspondeerde, waren de betrekkingen gespannen. Diogo's grootvader, Afonso I, had al eerder geklaagd over Portugese soldaten, die hij laf en incompetent noemde, en over handelaren die ongehoorzaamheid aanmoedigden om slaven te verkrijgen.

### Breuk met Portugal
Diogo's breuk met Portugal werd versterkt door zijn conflict met de jezuïeten. Hij had hen in 1548 uitgenodigd om de katholieke missie uit te breiden, maar verzette zich later tegen hun eisen, waaronder het opgeven van al zijn echtgenotes behalve zijn eerste vrouw. In 1555 verdreef hij de jezuïeten en nodigde in 1557 franciscanen uit, die toleranter waren ten aanzien van zijn afwijkingen van de christelijke normen. Ondanks zijn conflicten met de jezuïeten bleef Diogo katholieke missionarissen ondersteunen tot zijn dood in 1561. Hij werd opgevolgd door zijn onwettige zoon Afonso II.